# Cleistosphaera macrostegia
Cleistosphaera macrostegia är en svampart som beskrevs av Syd. & P. Syd. 1916. Cleistosphaera macrostegia ingår i släktet Cleistosphaera och familjen Parodiopsidaceae.   Inga underarter finns listade i Catalogue of Life.